# Cobitis trichonica
Cobitis trichonica är en fiskart som beskrevs av Stephanidis, 1974. Cobitis trichonica ingår i släktet Cobitis och familjen nissögefiskar. IUCN kategoriserar arten globalt som starkt hotad. Inga underarter finns listade i Catalogue of Life.